# Filmserie

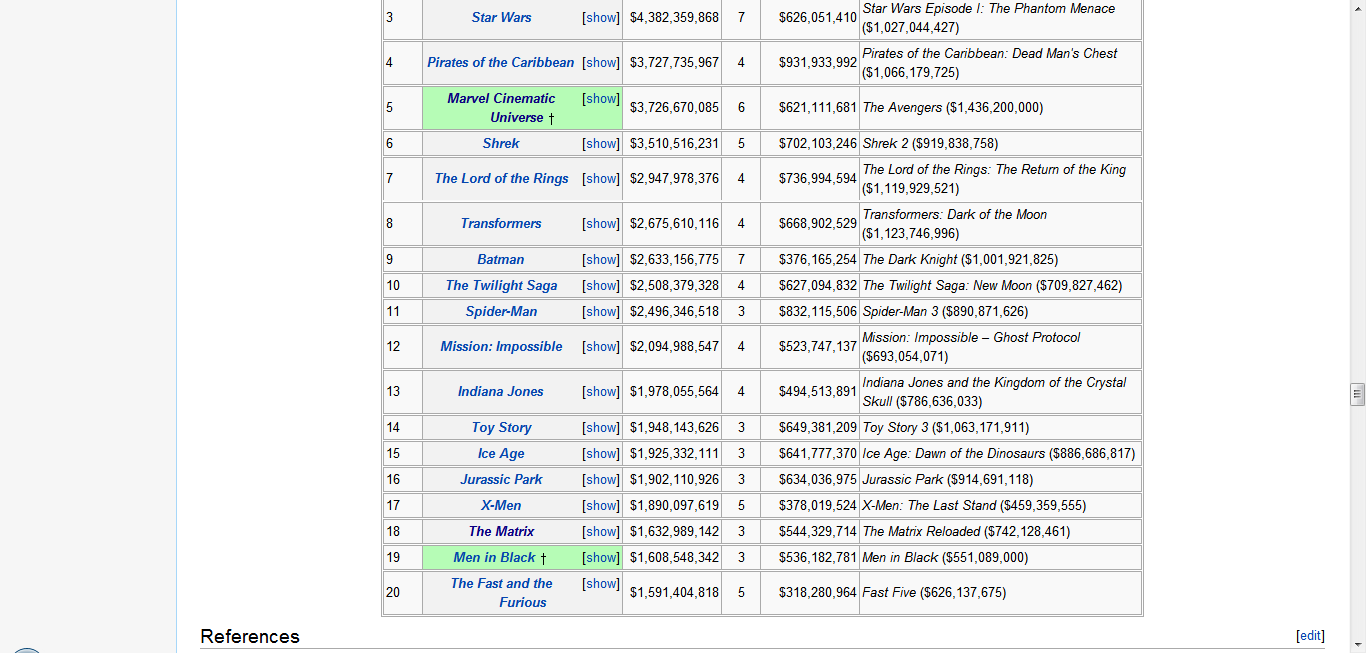
De mest inkomstbringande filmserierna

En filmserie är en samling filmer relaterade till varandra. Filmerna behåller oftast samma karaktärer och tema för att följa en röd tråd. Även termen franchise används vanligen till filmer som har fått mer än en uppföljare.
Bland de mest framgångsrika filmserierna finns Harry Potter, James Bond och Sagan om ringen.

## Exempel på filmserier
- American Pie
- Ghostbusters
- Hobbit
- Jönssonligan
- Olsen-banden
- Rocky
- Star Trek
- Terminator
- Tillbaka till Framtiden
- Wallander
- Beck